# 투명한 동거
<투명한 동거>는 정서 작가가 네이버에 매주 화요일에 연재했던 웹툰이다. 네이버 2015 대학만화 최강자전에서 장려상을 받았다. 그 후 네이버 도전만화에 연재를 시작하였고, 곧 바로 베스트 도전에 승격되었다. 그리고 2016년 4월 18일 정식 네이버 웹툰으로 연재를 시작했다.

## 카피
닿을 듯 닿지 않는 인간과 유령의 아슬아슬한 동거